# Dilató
En física de partícules, el dilató és una partícula hipotètica que apareix en teories amb dimensions extres quan el volum de les dimensions compactificades és variable. Apareix per exemple en teories de tipus Kaluza–Klein amb dimensions extres compactificades. És una partícula associada a un camp escalar Φ que acompanya sempre a la gravetat. Per analogia, si en relativitat general estàndard la constant de Newton, o equivalentment la massa de Planck, és promoguda a un camp dinàmic, el resultat és el dilató.
Tot i que la teoria de cordes incorpora naturalment la teoria de Kaluza–Klein (que va introduir el dilató per primer cop), les teories de cordes perturbatives del tipus I, II, i de corda heteròtica amb el nombre màxim de 10 dimensions ja contenen el dilató. Tanmateix, la teoria M a 11 dimensions no inclou el dilató en el seu espectre llevat que sigui compactificat. De fet, el dilató dins la teoria de cordes del tipus IIA és el radió de la teoria-M compactificada sobre un cercle, mentre que el dilató en la teoria de cordes E₈ × E₈ és el radió pel model de Hořava–Witten.
En supersimetria, el supercompany del dilató és anomenat el dilatí, i el dilató es combina amb l'axió per a formar un camp escalar complex.

## Acció del dilató
L'acció dilató-gravetat és
{\displaystyle \int d^{D}x{\sqrt {-g}}\left[{\frac {1}{2\kappa }}\left(\Phi R-\omega \left[\Phi \right]{\frac {g^{\mu \nu }\partial _{\mu }\Phi \partial _{\nu }\Phi }{\Phi }}\right)-V[\Phi ]\right]}
que és més general que l'expressió Brans–Dicke al buit car inclou un potencial dilató.